# Rafael Alberti

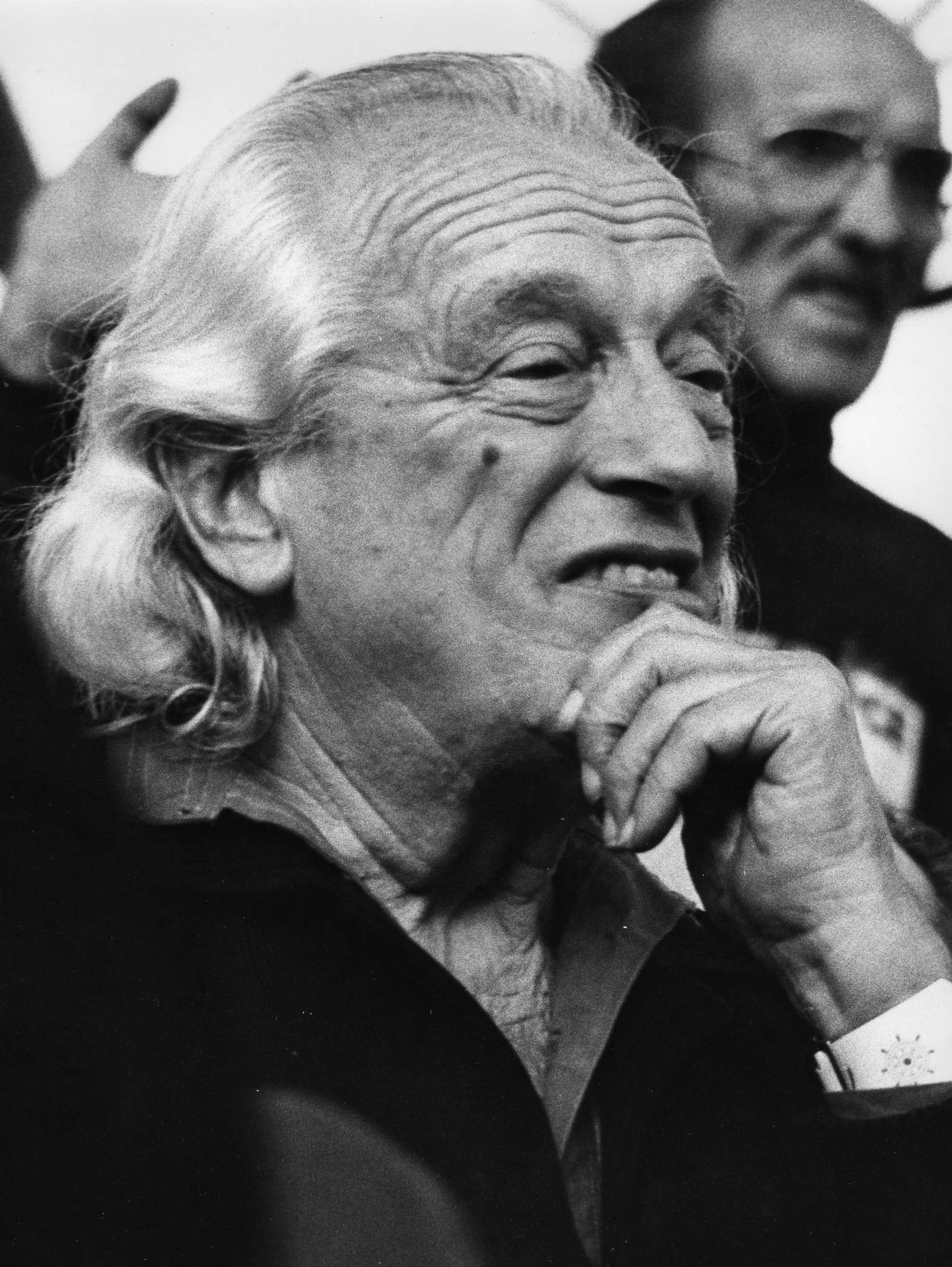
Rafael Alberti

Rafael Alberti (El Puerto de Santa María, 16 december 1902 – aldaar, 27 oktober 1999) was een Spaans schrijver en dichter.

## Leven en werk
Alberti werd geboren in een Andalusische familie met Italiaanse en Ierse wortels. Hij ging naar het Jezuïetencollege, maar al snel kwam zijn artistieke aanleg tot uiting, aanvankelijk in de schilderkunst en na een lange ziekteperiode vervolgens in de poëzie. Zijn eerste bundels, Marinero en tierra La amante en El alba de alhelí verschenen kort na elkaar in de periode 1925-1927 en stonden sterk onder invloed van de Portugese dichter Gil Vicente.
Na de 300e sterfdag van Luis de Góngora in 1927 vormde Alberti met nog een aantal dichters (onder wie Vicente Aleixandre) de „Generatie van 27“, die zich tot doel stelde poëzie te schrijven in de geest van Góngora en door te dringen tot het onderbewuste. Uiteindelijk leverde dat veelgeprezen dichtbundels op met een zekere surrealistische inslag, zoals Cal y canto (1927, Kalk en Steen) en Sobre los ángeles (1929, Over de Engelen).
Na de proclamatie van de republiek sloot Alberti zich aan bij de communistische partij en stelde hij zich tot doel met zijn werk een breder publiek te bereiken, met een duidelijk politiek en sociaal doel. Tijdens de Spaanse Burgeroorlog liet hij zich zelfs verleiden tot quasi-propagandistische verzen, welke echter zijn oude niveau niet haalden. Na de burgeroorlog vluchtte Alberti via Frankrijk naar Argentinië en in 1963 vestigde hij zich in Rome. In 1977, na de dood van Franco, keerde hij weer naar Spanje terug. Zijn gehele leven was hij poëzie blijven schrijven, van hoog niveau, waarbij hij zich voortdurend wist te vernieuwen. Zijn bekendste bundels zijn De un momento a otro (Van het ene momento naar het andere, 1938-39), El adefesio (De ramp, 1944) en Noche de guerra en el Museo del Prado (Een oorlogsnacht in het Prado Museum, 1956), Zijn autobiografie La Arboleda perdida (1953) vormt een belangrijke sleutel tot zijn oeuvre.
Alberti wordt algemeen gerekend tot de grootste Spaanse dichters van de twintigste eeuw. Hij ontving de Cervantesprijs (de belangrijkste literaire onderscheiding voor Spaanstalige schrijvers) en kreeg een eredoctoraat aan de Universitat Politècnica de València. Een ruime keuze uit zijn werk werd in het Nederlands vertaald door Willy Spillebeen.
Alberti overleed in 1999 op 96-jarige leeftijd in zijn geboortedorp El Puerto de Santa María.

## Bibliografie (Spaans)

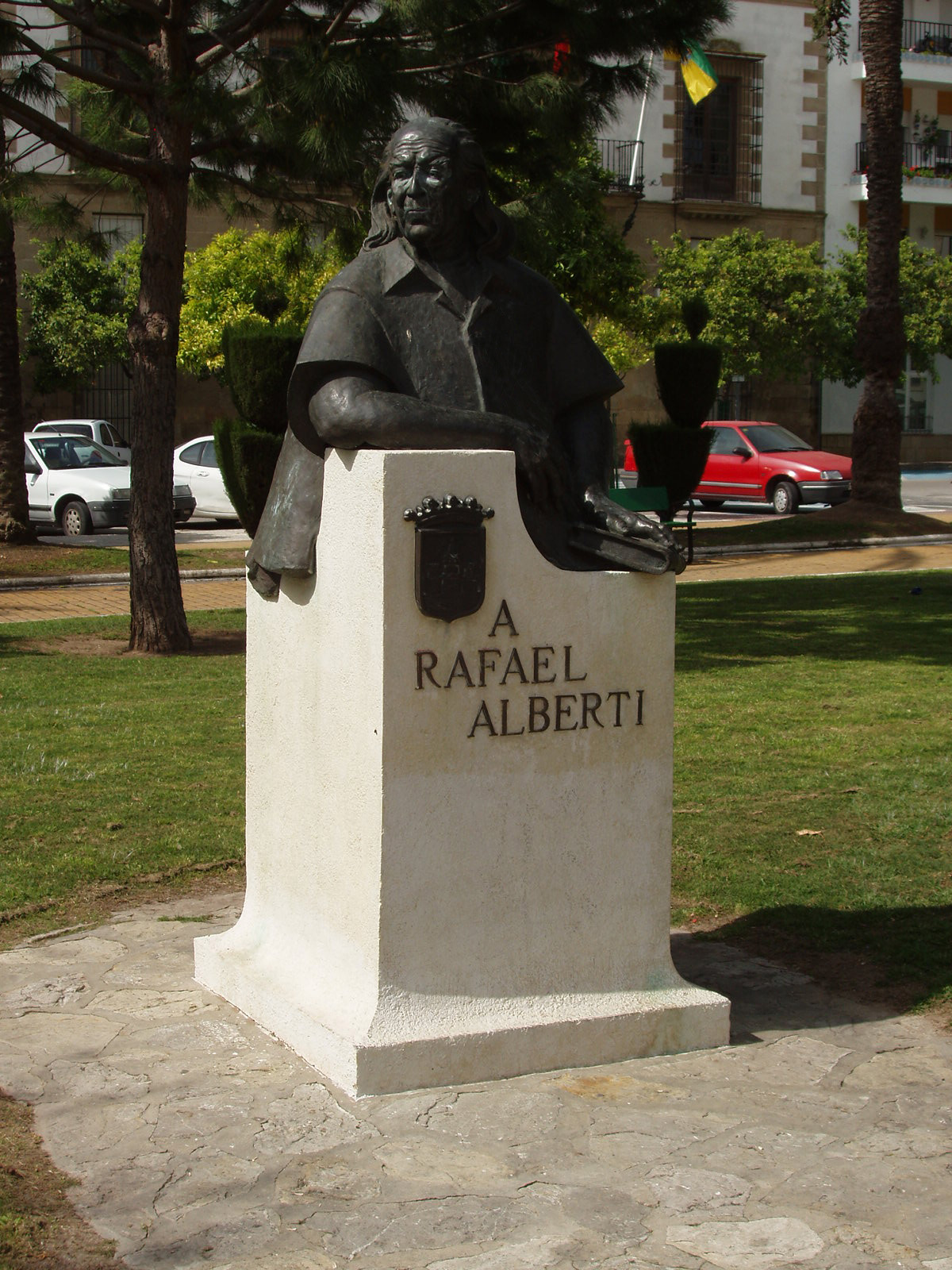
Monument voor Alberti in El Puerto de Santa María